# دومينيك بلوم
دومينيك بلوم (بالألمانية: Dominik Blum) (و. 1964 – م) هو عازف بيانو، وموزع، من سويسرا، ولد في أدليسويل.